# Luis Fernando Ramos Pérez
Luis Fernando Ramos Pérez (nacido el 2 de enero de 1959) es un obispo de la Iglesia católica.  También fue el obispo titular de Tetci en Túnez hasta el 27 de diciembre de 2019.

## Biografía
Luis Fernando Ramos Pérez fue ordenado sacerdote el 5 de mayo de 1990 por el Cardenal Arzobispo De Santiago, Carlos Oviedo Cavada y fue ordenado obispo el 10 de mayo de 2014 por el Cardenal Ricardo Ezzati Andrello, arzobispo de Santiago de Chile, y nombrado obispo auxiliar de Santiago de Chile.
El 27 de diciembre de 2019, la Nunciatura Apostólica informó que el Papa Francisco lo nombró Arzobispo De Puerto Montt, tomando su cargo de manera oficial el día 29 de febrero de 2020.